# Patía
Patía é um município da Colômbia, localizado no departamento de Cauca.